# Карл
Карл — мужское личное имя и распространенная фамилия. Происходит от др.-в.-нем. *karlon — «мужчина». Прижилось в различных европейских языках, адаптировавшись к их фонетическим нормам.
В России имя Карл стало нарицательным: им называли приезжих из Западной Европы, в основном немцев, а также людей маленького роста, откуда и происходит слово «карлик» (яркий пример — Карлуша, придворный шут императрицы Елизаветы Петровны). Исходя из этих двух значений, а также непосредственно от самого имени происходит русская фамилия Карлов.
От имени Карла Великого в русском и ряде других европейских языков произошло слово «король».

## Коронованные особы

### Императоры

#### Австрии
- Карл I, император в 1916—1918 (династия Габсбургов).

#### Франкского государства
- Карл I Великий, император франков в 800—814 (династия Каролингов).
- Карл II Лысый, император франков в 875—877 (династия Каролингов).

#### Западно-франкского государства
- Карл III Толстый, император франков в 881—887 (династия Каролингов).

#### Священной Римской империи
- Карл IV, император в 1355—1378 (Люксембургская династия).
- Карл V, император в 1530—1556 (династия Габсбургов).
- Карл VI, император в 1711—1740 (династия Габсбургов).
- Карл VII Альбрехт, император в 1742—1745 (династия Виттельсбахов).

### Короли

#### Англии
- Карл I, правил в 1625—1649 (династия Стюартов).
- Карл II, правил в 1660—1685 (династия Стюартов).
- Карл III, нынешний король Великобритании (династия Маунтбеттен-Виндзор).

#### Богемии (Чехии)
- Карл I, король в 1346—1378 (Люксембургская династия).
- Карл II, король в 1711—1740 (династия Габсбургов).
- Карл III, король в 1916—1918 (династия Габсбургов).

#### Венгрии
- Карл I Роберт, король в 1308—1342 (Анжуйская династия).
- Карл II , король в 1385—1386 (Анжуйская династия).
- Карл III, король в 1711—1740 (династия Габсбургов).
- Карл IV, король в 1916—1918 (династия Габсбургов).

#### Вюртемберга
- Карл I, король в 1864—1891,
- Карл Вюртембергский, глава Вюртембергского дома 1975—2022

#### Германии
- Карл III Толстый, король Восточно-Франкского королевства в 876—887 (династия Каролингов).
- Карл IV, король в 1346—1347 и 1349—1376 (Люксембургская династия).
- Карл V, король в 1519—1531 (династия Габсбургов).
- Карл VI, король в 1711—1740 (династия Габсбургов).
- Карл VII Альбрехт, король в 1742—1745 (династия Виттельсбахов).

#### Испании
- Карл I (Карлос I), король Кастилии в 1555—1556 (династия Габсбургов).
- Карл II (Карлос II), король в 1665—1700 (династия Габсбургов).
- Карл III (Карлос III), король в 1759—1788 (династия Бурбонов).
- Карл IV (Карлос IV), король в 1788—1808 (династия Бурбонов).
- Хуан Карлос I, король в 1975—2014 (династия Бурбонов).

#### Неаполя
- Карл I, король в 1266—1285 (Анжуйская династия).
- Карл II Хромой, король в 1285—1309 (Анжуйская династия).
- Карл III Малый, король в 1382—1386 (Анжуйская династия).
- Карл IV, король в 1516—1554 (династия Габсбургов).
- Карл V, король в 1665—1700 (династия Габсбургов).
- Карл VI, император в 1713—1734 (династия Габсбургов).
- Карл VII, король в 1734—1759 (династия Бурбонов).

#### Португалии
- Карл I (Карлуш I), король в 1889—1908.

#### Румынии
- Кароль I, король в 1881—1914
- Кароль II, король в 1930—1940.

#### Сардинии (Пьемонта)
- Карл Эммануил III, король в 1730—1773,
- Карл Эммануил IV, король в 1796—1802,
- Карл Феликс, король в 1821—1831,
- Карл Альберт, король в 1831—1849.

#### Сицилии
- Карл I, король в 1266—1282 (Анжуйская династия).
- Карл II, король в 1516—1554 (династия Габсбургов).
- Карл III, король в 1665—1700 (династия Габсбургов).
- Карл IV, король в 1720—1734 (династия Габсбургов).
- Карл V, король в 1734—1759 (династия Бурбонов).

#### Франции
- Карл I Великий, король франков в 768—814 (династия Каролингов).
- Карл II Лысый, король Западно-Франкского королевства в 840—877 (династия Каролингов).
- Карл III Толстый, король Западно-Франкского королевства в 884—888 (династия Каролингов).
- Карл III Простоватый, король Западно-Франкского королевства в 898—923 (династия Каролингов).
- Карл IV Красивый, король Франции в 1322—1328 (династия Капетингов).
- Карл V Мудрый, король Франции в 1364—1380 (династия Валуа).
- Карл VI Безумный, король Франции в 1380—1422 (династия Валуа).
- Карл VII Победоносный, король Франции в 1422—1461 (династия Валуа).
- Карл VIII Любезный, король Франции в 1483—1498 (династия Валуа).
- Карл IX, король Франции в 1560—1574 (династия Валуа).
- Карл X, король Франции в 1824—1830 (династия Бурбонов).

#### Швеции
Нумерация шведских королей Карлов — традиционная и восходит к XVI веку, когда историк Иоанн Магнус придумал 6 монархов с таким именем. Первый реальный исторический Карл — Карл VII.
- Карл VII Сверкерссон, король в 1161—1167 (династия Сверкеров).
- Карл VIII Кнутссон, король в 1448—1457, 1464—1465 и 1467—1470.
- Карл IX, король в 1599—1611 (династия Ваза).
- Карл X Густав, король в 1654—1660 (династия Пфальц-Цвейбрюкенов).
- Карл XI, король в 1660—1697 (династия Пфальц-Цвейбрюкенов).
- Карл XII, король в 1697—1718 (династия Пфальц-Цвейбрюкенов).
- Карл XIII, король в 1809—1818 (династия Голштейн-Готторпов).
- Карл XIV Юхан, король в 1818—1844 (династия Бернадотов).
- Карл XV, король в 1859—1882 (династия Бернадотов).
- Карл XVI Густав, король c 1973 (династия Бернадотов).

### Герцоги

#### Орлеанские
- Карл (Шарль) Орлеанский.
- Карл II (герцог Орлеанский)

#### Пармские
- Карл III Пармский, правил в 1849—1854.

#### Саксен-Веймар-Эйзенахские
- Карл-Август Саксен-Веймар-Эйзенахский:[править]  -  Карл Август Саксен-Веймар-Эйзенахский (1757—1828) — великий герцог, российский командир эпохи наполеоновских войн, генерал от кавалерии
  -  Карл Август Саксен-Веймар-Эйзенахский (1844—1894) — прусский военачальник и политический деятель.
  -  Карл Август Саксен-Веймар-Эйзенахский (1912—1988) — наследный принц Саксен-Веймар-Эйзенахский, во время Второй мировой войны офицер Вермахта.
- Карл Фридрих, великий герцог в 1828—1853.
- Карл Александр, великий герцог в 1853—1901.

#### Бургундский
- Карл Смелый